# Irina Petrowna Bogatschowa

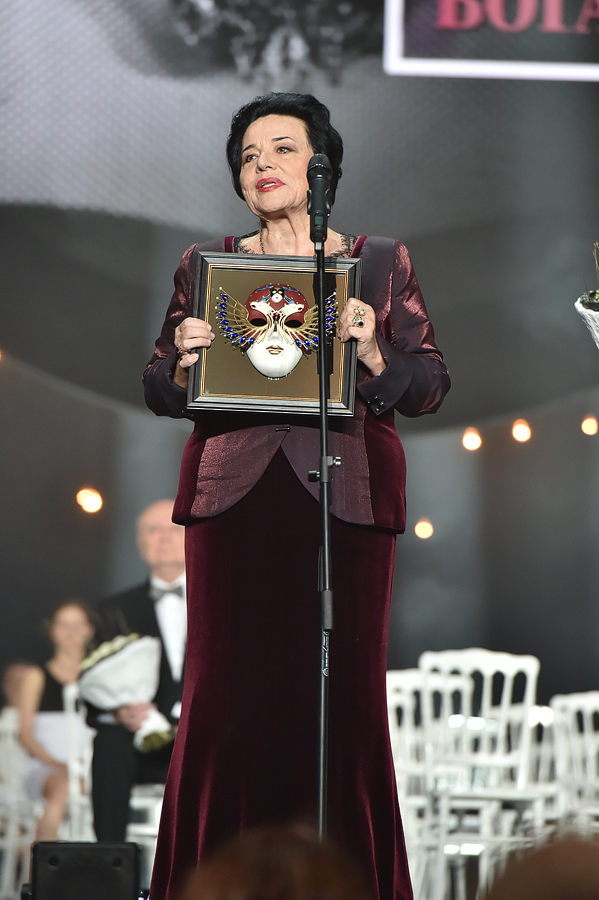
Irina Petrowna Bogatschowa, 2017

Irina Petrowna Bogatschowa (Ирина Петровна Богачёва, Irina Petrovna Bogacheva, Irina Bogačeva; * 2. März 1939 in Leningrad; † 19. September 2019 in Sankt Petersburg) war eine russische Opernsängerin (Mezzosopran).
Bogatschowa studierte bis 1965 Gesang am Leningrader Konservatorium bei Iraida Timonova-Levando. Sie gewann bereits als Studentin 1962 den Zweiten Preis beim Glinka-Gesangswettbewerb und erhielt daraufhin ein Engagement am Mariinski-Theater, wo sie 1964 als Polina in Tschaikowskis Oper Pique Dame debütierte. Nachdem sie 1967 den Internationalen Gesangswettbewerb in Rio de Janeiro gewonnen hatte, vervollkommnete sie ihre Gesangsausbildung am Teatro alla Scala bei Gennaro Barra-Caracciolo. Hier debütierte sie 1969 als Ulrica in Verdis Un ballo in maschera.
Am Mariinski-Theater trat Bogatschowa in mehr als vierzig Hauptrollen in Opern von Modest Mussorgski, Nikolai Rimski-Korsakow, Tschaikowski, Sergei Prokofiew und anderen auf. Berühmt wurden ihre Auftritte als Carmen in Georges Bizets gleichnamiger Oper, als Amneris in Verdis Aida und Ljubascha in Rimski-Korsakows Die Zarenbraut. Sie trat an den international bedeutendsten Opernhäusern wie der Metropolitan Opera, der Opéra Bastille, dem Teatro Colon und der San Francisco Opera auf und tourte mit Soloprogrammen durch Norwegen, Frankreich, China, Spanien, Japan, Korea, England, Deutschland und Italien.
Ab 1980 unterrichtete Bogatschowa Gesang am Leningrader Konservatorium, wo sie 1982 eine Professur erhielt und die Leitung des Departments für Sologesang übernahm. Zu ihren Schülern zählen die Sänger Olga Sawowa, Helen Whitman, Natalia Jewstafjewa, Juri Iwschin, Natalja Birjukowa, Julia Simonowa, Maria Litke, Olesja Petrowa, Olga Borodina und Elena Vitman.
Für ihr Wirken erhielt Bogatschowa zahlreiche Auszeichnungen. Sie wurde 1976 als Volkskünstlerin der UdSSR geehrt, erhielt den Staatspreis der UdSSR (1984) und den Orden der Völkerfreundschaft. Die Stadt Sankt Petersburg verlieh ihr 1995 und 2012 den Theaterpreis Golden Sofit und 2000 die Ehrenbürgerschaft. 2016 erhielt sie den Theaterpreis Goldene Maske.